# Selinum physospermifolium
Selinum physospermifolium är en växtart i släktet Selinum och familjen flockblommiga växter.
Arten förekommer i Kaukasus. Den beskrevs först som Ligusticum physospermifolium av Nicholas Michailovitj Albov 1895, och fick sitt nu gällande namn av Ralf Hand 2011.